# Le Peignoir rose
Le Peignoir rose est une huile sur toile de Joaquín Sorolla y Bastida de 208 x 126,50 cm. Elle est datée, d'après la signature, de 1916 et est actuellement conservée au Musée Sorolla de Madrid. L’œuvre est aussi connue sous les titres La Sortie du bain et Après le bain.

## Historique
Les blouses roses étaient fréquentes sur les plages valenciennes au tournant du XXe siècle. Il était habituel que les fils d'ouvriers et de pêcheurs se baignent nus jusqu'à quatre ou cinq ans. Passé cet âge, bien les garçon continuent à se baigner nus jusqu'à l'adolescence, les filles portaient alors une blouse rose ou blanche.
Sorolla  peignit diverses toiles  sur ce thème mais c'est dans ce tableau de 1916, une de ses œuvres maîtresses, que l'artiste atteignit sa maturité et justifia pleinement son sur nom de « peintre de la lumière» 

## Description et caractéristiques
La grande taille du tableau, haut de plus de 2 mètres et large de presque 1,30 m, suggère que Sorolla était influencé par la commande de l'Hispanic Society de New York, Vision d'Espagne. Cet ensemble de grandes peintures murales l'occupait depuis 1912
La scène représente une scène quotidienne dans un abri de plage. Une femme en aide une autre, plus jeune, à enlever sa blouse de bain encore mouillée. Les silhouettes des femmes se détachent en contre-jour , les plis de ses vêtements rappellent les "draps mouillés" des sculptures grecques et les corps aux formes rondes ainsi que leur pose rappelle les Trois Grâces, et les modèles de la Grèce Classique.
La lumière qui inonde le tableau entre de l'extérieur par la cannisse et les ouvertures du plafond, filtre entre les étoffes, se reflète dans les tuniques blanches et illumine l'abri et les deux femmes de tous côtés. Toutes les variantes de la lumière sont rendues par Sorolla : le contre-jour, la lumière reflétée, directe, filtrée, naturelle. La peinture est faite de coups de brosses rapides, fermes et fugaces qui semblent vouloir figer l'éphémère luminosité du moment.